# Nova Emetivka
Nueva Emetivka  (ucraniano: Нова Еметівка) es una localidad del Raión de Odesa en el Óblast de Odesa de Ucrania. Según el censo de 2001, tiene una población de 424 habitantes.